# Patinatius bovinus
Patinatius bovinus är en mångfotingart som beskrevs av Kraus 1966. Patinatius bovinus ingår i släktet Patinatius och familjen Odontopygidae. Inga underarter finns listade i Catalogue of Life.